# Перебор (Свердловская область)
Перебор — деревня в Каменском районе Свердловской области России. Входит в Каменский муниципальный округ.
Ранее деревня входила в состав Горноисетского сельсовета Каменского района.

## География

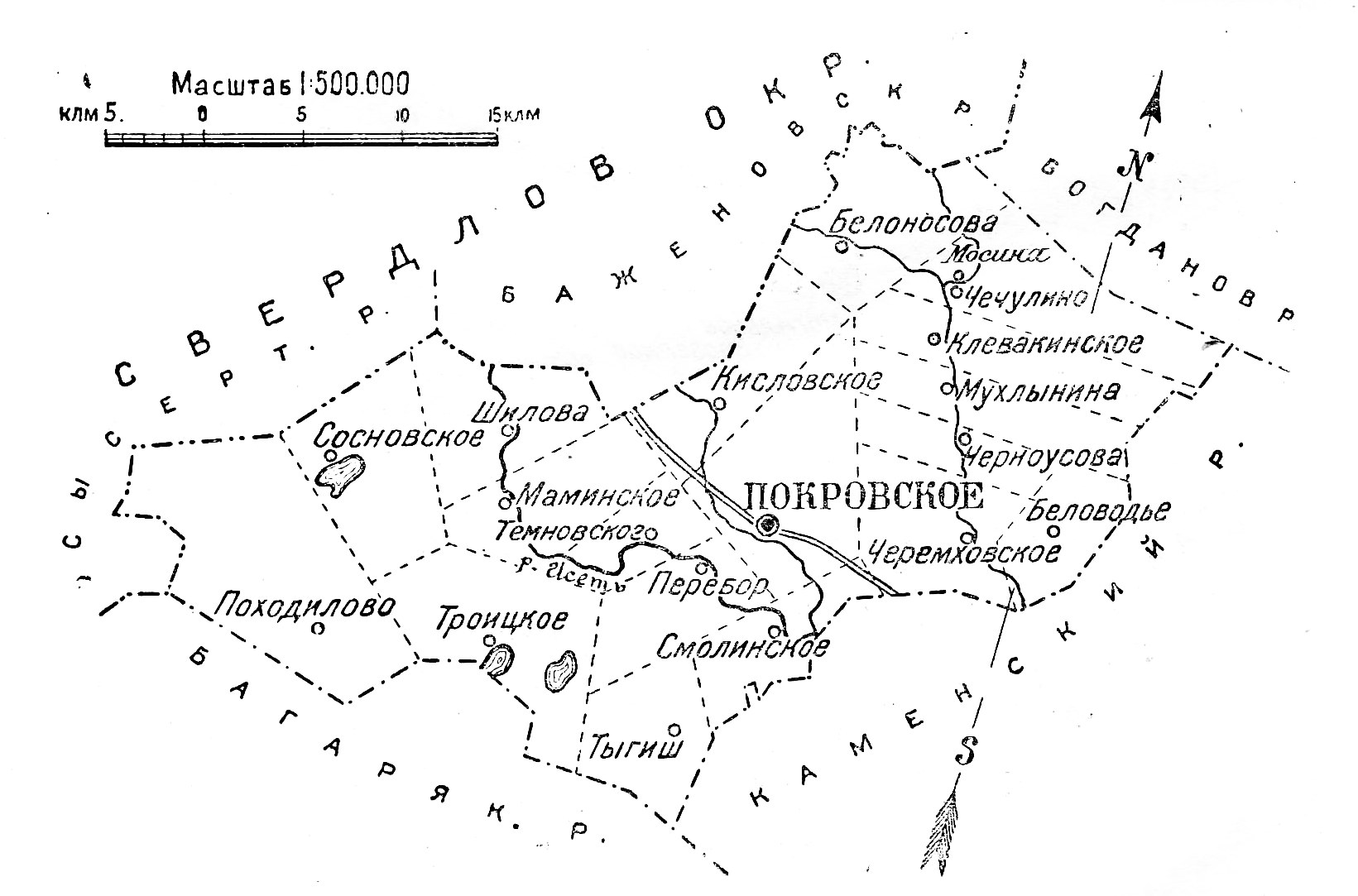
Перебор на схеме Покровского района; 1928 год

Деревня Перебор расположена в 20 километрах (в 27 километрах по автодороге) к западу от города Каменска-Уральского, на правом берегу реки Исети. На противоположном на левом берегу Исети находится скала магматического происхождения Шамейская Гора высотой до 15 метров, сложенная из вулканического туфа. Перебор соседствует с посёлком Горным, тоже расположенным на правом берегу Исети, чуть ниже по течению. В 6,5 километрах к северу от деревни Перебор, в посёлке Первомайском, расположена станция Перебор Свердловской железной дороги  (на ветке Екатеринбург — Курган). В окрестностях деревни расположены дачные участки и летние детские лагеря.

## История
Перебор со старорусского означает перекат на реке.

### Часовня
В 1873 году была построена деревянная часовня, которая была освящена в 1873 году во имя Стефана Пермского и снесена в советское время.

## Население
| 1904 | 1926  | 2002 | 2010 | 2021 |
| ---- | ----- | ---- | ---- | ---- |
| 990  | ↗1203 | ↘188 | ↘175 | ↘140 |

Структура
- По данным 1904 года, в деревне было 177 дворов с населением 990 человек (мужчин — 492, женщин — 498), все русские[7].
- По данным переписи населения 2002 года, русские составляли 98 % населения[8]. По данным переписи 2010 года, в деревне проживали 175 человек — 76 мужчин и 99 женщин[9].